# Yours Faithfully (singolo)
Yours Faithfully è un singolo della cantante statunitense Rebbie Jackson, primo estratto dall'album omonimo Yours Faithfully.
Tornata sulla scena musicale dopo dieci anni, la cantante pubblicò con l'etichetta del fratello Michael sia l'album che il singolo nel 1998. Il video del brano venne diretto da Billie Woodruff il 30 gennaio 1998 e fu il quarto e ultimo di Rebbie.
Le recensioni della critica furono favorevoli ma il brano non ottenne molto successo commerciale, raggiungendo solamente la posizione 76 nella classifica rhythm and blues statunitense e in quella britannica.

## Classifiche
| Classifica (1998)                                      | Posizione |
| ------------------------------------------------------ | --------- |
| Classifica rhythm and blues/hip hop di Billboard (USA) | 76        |
| Classifica singoli Regno Unito                         | 76        |